# Sacro Cuore di Cristo Re (titre cardinalice)
La diaconie cardinalice Sacro Cuore di Cristo Re (Sacré-Cœur du Christ-Roi) est érigée par le pape Paul VI le 5 février 1965 par la constitution apostolique Urbis (Templum sacri cordis Christi Regis). Elle est rattachée à la basilique Sacro Cuore di Cristo Re qui se trouve dans le quartier Della Vittoria au nord-ouest de Rome.

## Titulaires
| - Dino Staffa, titre pro illa vice (1967-1976) - Bernardin Gantin (1977-1984); titre pro hac vice (1984-1986) - Jacques-Paul Martin (1988-1992) - Carlo Furno (1994-2005); titre pro hac vice (2005-2006) - Stanislaw Rylko (2007-2018); titre pro hac vice (2018-) |